# Prosthenurodesmus pusillus
Prosthenurodesmus pusillus är en mångfotingart som beskrevs av Filippo Silvestri 1927. Prosthenurodesmus pusillus ingår i släktet Prosthenurodesmus och familjen fingerdubbelfotingar. Inga underarter finns listade i Catalogue of Life.